# Heterusia barbara
Heterusia barbara är en fjärilsart som beskrevs av Paul Dognin 1900. Heterusia barbara ingår i släktet Heterusia och familjen mätare. Inga underarter finns listade i Catalogue of Life.